# Tamenus milloti
Tamenus milloti är en spindeldjursart som beskrevs av Max Vachon 1938. Tamenus milloti ingår i släktet Tamenus och familjen Atemnidae. Inga underarter finns listade i Catalogue of Life.